# Египетский центр по правам женщин
Египетский центр по правам женщин (англ. The Egyptian Centre for Women's Rights, араб. المركز المصري لحقوق المرأة‎, ECWR) — африканская неправительственная организация
Центр располагается в Каире, Египет, и функционирует как гражданская, независимая, неправительственная, беспартийная, некоммерческая организация.

## Деятельность
Центр основан в 1996 году и поддерживает египетских женщин в получении полных прав и равенства с мужчинами. Кроме того, центр мотивирует законодательные органы пересмотреть законодательство, касающееся прав женщин, не только в том, что касается Конституции Египта, но и международных соглашений. Центр консолидирует как гражданские, так и политические права женщин и предлагает юридические услуги женщинам, которые не могут позволить себе за них платить. Возглавляет организацию Нихад Абу Эль-Кумсан. Одна из популярных программ центра — «Безопасные улицы для всех» (Safe Streets for Everyone).

## Статистика
Согласно опросу, проведенному центром в 2008 году, 83% египетских женщин и 98% иностранок в Египте когда-либо подвергались сексуальным домогательствам. Из тех, кто сообщил о случаях сексуальных домогательств в центр, только 12% обратились в полицию с жалобой. Считая сексуальные домогательства социальной «раковой опухолью», центр обратился к правительству с просьбой усилить защищающее женщин законодательство. Подобные опросы центр проводил с 2005 года. Центр продолжил социологические исследования и в последующие годы.

## Внешние ссылки
- ecwronline.org — официальный сайт Египетский центр по правам женщин